# Apterograeffea
Genre
Espèces de rang inférieur
- Apterograeffea reunionensis
- Apterograeffea marshallae

Apterograeffea Cliquennois & Brock, 2002 est un genre de phasmes endémiques des îles Mascareignes dans l'océan Indien.

## Liste des espèces
Apterograeffea reunionensis et Apterograeffea marshallae sont les deux seules espèces connues.

## Référence
- Cliquennois & Brock, 2002 Apterograeffea, un nouveau genre de phasmes de la Réunion et de l'île Ronde (Phasmatodea, Platycraninae) Bulletin de la Société entomologique de France, vol. 107, n°4, pp. 387-395